# Pterostichus lanei
Pterostichus lanei är en skalbaggsart som beskrevs av Van Dyke. Pterostichus lanei ingår i släktet Pterostichus och familjen jordlöpare. Inga underarter finns listade i Catalogue of Life.